# Kedungwinong (Nguter)
Kedungwinong is een bestuurslaag in het regentschap Sukoharjo van de provincie Midden-Java, Indonesië. Kedungwinong telt 2693 inwoners (volkstelling 2010).